# Filament intermédiaire
Pour un article plus général, voir cytosquelette.
 (janvier 2025).
Si vous disposez d'ouvrages ou d'articles de référence ou si vous connaissez des sites web de qualité traitant du thème abordé ici, merci de compléter l'article en donnant les références utiles à sa vérifiabilité et en les liant à la section « Notes et références ».

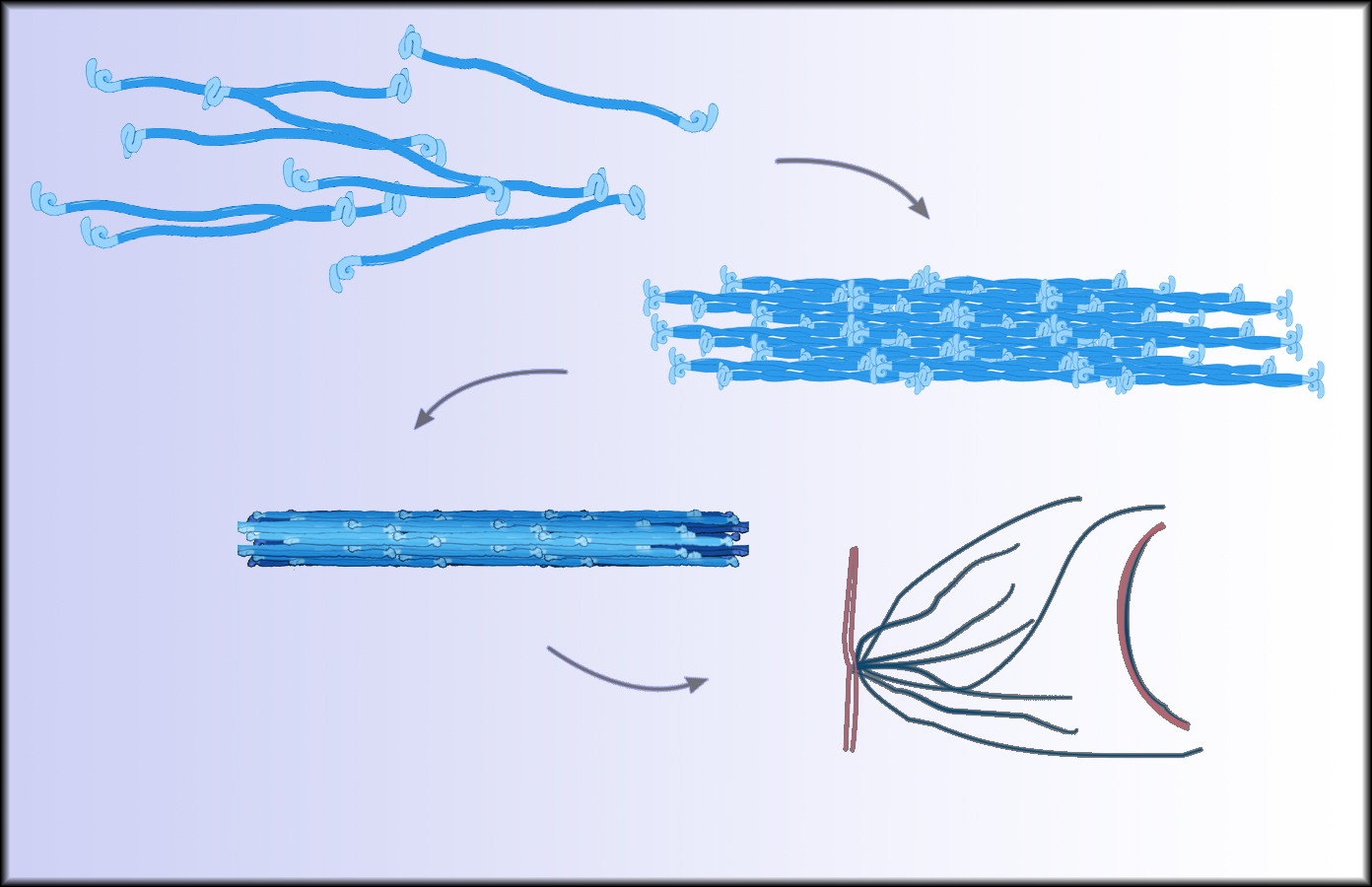
Schéma du monomère et des dérivés d'un champion protéique, le filament intermédiaire.

En biologie cellulaire, les filaments intermédiaires sont des polymères stables formés de protéines fibreuses. Ils constituent la charpente de la cellule : le cytosquelette. 
Décrits d'abord dans les muscles, les filaments intermédiaires sont les structures les plus stables du cytosquelette. La structure moléculaire des filaments intermédiaires varie selon le type cellulaire.

## Présence
Les filaments intermédiaires sont présents dans le hyaloplasme (dans le cytoplasme) et le nucléoplasme. 
On peut toutefois noter que les filaments intermédiaires ne sont pas présents dans tous les types cellulaires et uniquement chez les animaux pluricellulaires : les oligodendrocytes (cellules gliales qui forment la myéline dans le système nerveux central des vertébrés) ne contiennent pas de filaments intermédiaires.

## Structure
Les filaments intermédiaires sont des constituants du cytosquelette qui sont formés de protéines fibrillaires assemblées de façon hélicoïdale. (Ce sont d'ailleurs les seuls filaments du cytosquelette à être constitués de protéines fibrillaires, les microfilaments et microtubules étant faits de protéines globulaires.) Les filaments intermédiaires ont une dimension intermédiaire (de 8 à 12 nm) entre les microfilaments (filaments fins d'actine) et les microtubules formant à eux trois, le cytosquelette. 
Il existe cinq sous types de filaments, qui sont des polymères de différents types de protéines fibrillaires (kératines de type acide, kératines de type basique, vimentine et apparentés, neurofilaments et lamines) ainsi que des protéines fibrillaires en rapport avec les cellules gliales. 
La nature des protéines est variable d'un type de cellule à l'autre : vimentine dans les fibroblastes, desmine dans les cellules musculaires striées squelettiques, neurofilaments dans les neurones, cytokératine dans les cellules épithéliales, lamine dans les noyaux, mais leur structure de base est identique. 
D'abord organisation en dimère, puis en protofilament (= tétramère, deux dimères surenroulés), puis association en quinconce, (souvent jusqu'à 8 protofilaments) pour former la structure finale : le filament. Ils ne présentent pas de polarité contrairement aux microfilaments et aux microtubules cependant le monomère de base est polarisé avec une extrémité N- et une extrémité C-terminale. Il en est de même pour le dimère qui conserve également une polarité.

## Fonction
Les filaments intermédiaires concourent largement au maintien de la forme cellulaire et à l'ancrage des organites cellulaires. Ils interviennent dans la solidité de la cellule. Ils interviennent aussi dans l'adhérence et la cohésion cellulaire car ils sont en relation avec les desmosomes et les hémidesmosomes.
Les traitements dissolvant les microtubules et les microfilaments laissent apparaître le réseau de filaments intermédiaires. De plus, ces structures semblent ne pas être désassemblées aussi souvent que les microtubules et les microfilaments. 
Au niveau de l'épiderme où ils sont développés, ils vont conférer aux cellules de l'épiderme une résistance aux frottements. 

## Utilisation
Les filaments intermédiaires peuvent être utilisés afin de déterminer le tissu d'origine d'un cancer (grâce à des anticorps monoclonaux spécifiques). 
Ils ne sont pas visibles en microscopie optique avec des colorations standards, pour les visualiser on peut utiliser :
- l'imprégnation argentique ;
- l'immunocytochimie.

## Galerie

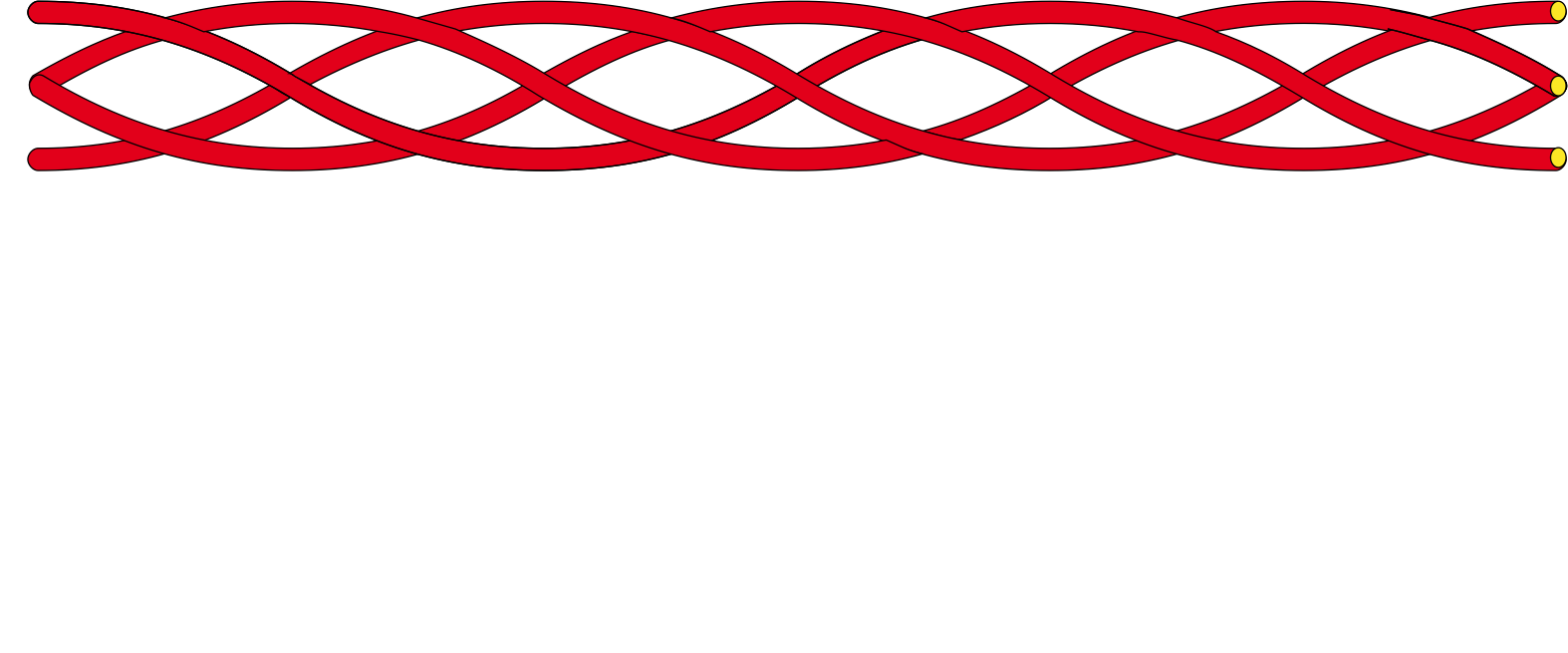
Structure schématique d'un filament intermédiaire.
Constituants d'un filament intermédiaire.
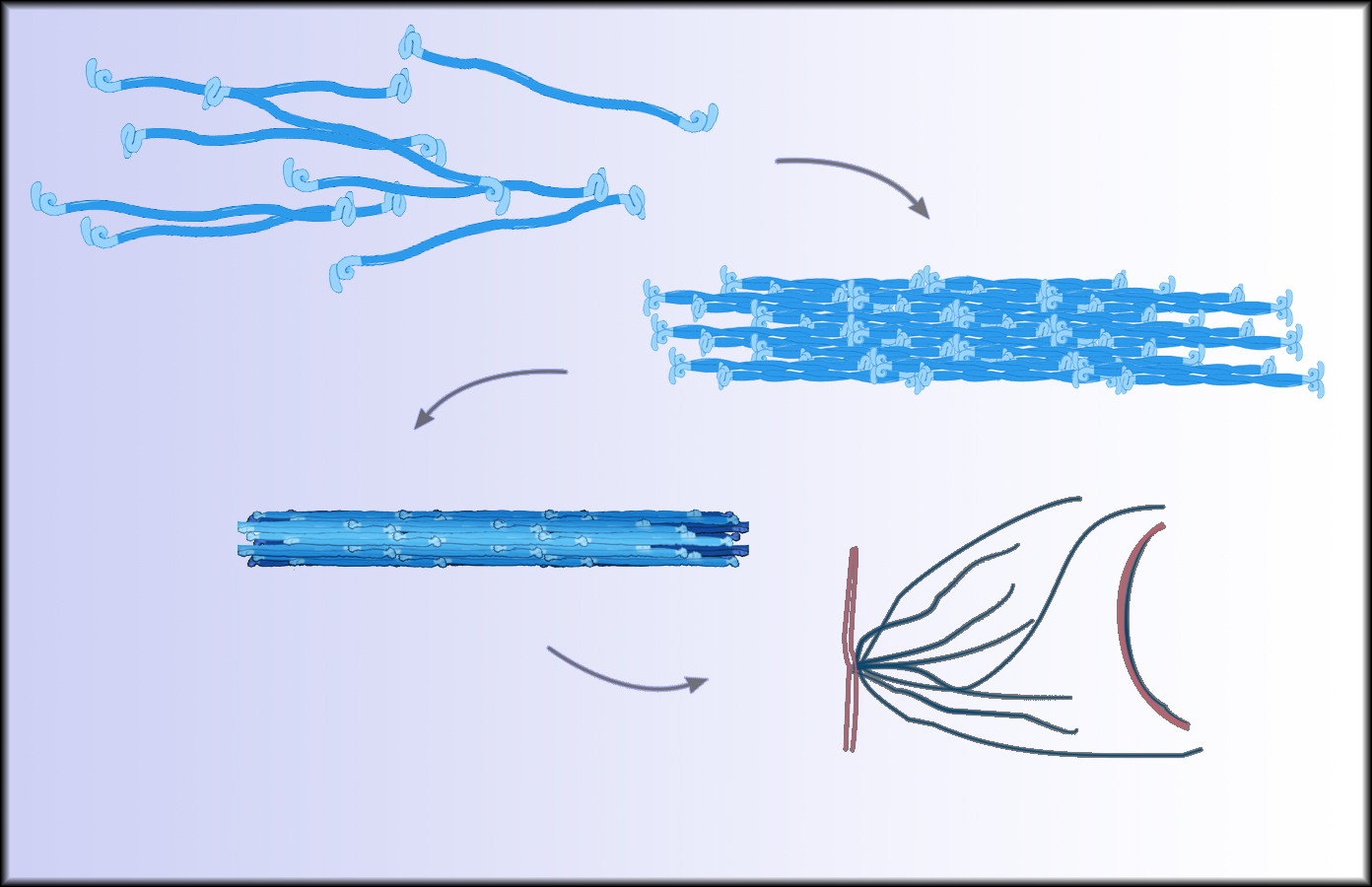
Formation d'un filament intermédiaire.
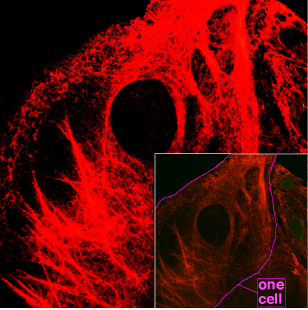
Filaments intermédiaires de kératine dans des cellules embryonnaires.